# Rhipidia (Eurhipidia) pictipennis
Rhipidia (Eurhipidia) pictipennis is een tweevleugelige uit de familie steltmuggen (Limoniidae). De soort komt voor in het Oriëntaals gebied.